# نهنگ آکیشیما
نهنگ آکیشیما (نام علمی: Eschrichtius akishimaensis) نام یک گونه از زیرراسته آب‌بازسانان بی‌دندان است.